# 佐賀家喜昇・旭芳子
佐賀家 喜昇・旭 芳子（さがのや きしょう・あさひ よしこ）は昭和期に活躍した漫才コンビ。戦前、戦中は天満などの当時の場末の端席に出ていた。戦後ストリップ小屋の道頓堀劇場を皮切りに注目され、その後トップホットシアター、新世界新花月をホームグラウンドとし人気を博した。
客や同業者からはおとろしやと呼ばれており、当時トリを取れるほどの実力者であった雁玉やエンタツ・アチャコからも、おとろしやの出番を自分の前にしないでほしいという申し入れが小屋側にあったという。

## メンバー
- 佐賀家 喜昇（さがのや きしょう、本名・北中 浅次郎、1897年 - 没年不詳〔1980年時点では存命〕）

大阪の生まれ。生家はうどん店。17歳で東京の落語家の三遊亭圓流の門下で圓幸を名乗り巡業していたが、1-2年ほどで師匠が亡くなったために大阪に戻った。もともと生家が近く親しかったのちの2代目桂春團治、この時点では佐賀家圓蝶の紹介で、俄の佐賀家圓助に弟子入りし、佐賀家喜昇となる。1926年頃に同じ圓助門下の初代砂川芳子と組んで漫才に転向し、俄由来のものまね芸を得意とした（後述）。その後浅田家朝日の門下の2代目浅田家芳子（のちに亭号を旭に変える）とのコンビを経て、3代目旭芳子と組む。
通称「喜イやん（キーやん）」。
戦前に好きだった劇場を聞かれた際には「九条に新世界、千日の南陽館、天六の都館、ここぐらいだんな。」と答えている
- 3代目旭芳子（あさひ よしこ、本名・谷 久子、生没年不詳）

玉子家源丸の門下。京都の桂米楽とコンビを組んだのち、3代目旭芳子として喜昇と組む。

## コンビ略歴・芸風
芳子が三味線を持って椅子に腰掛け、喜昇が立ってしゃべる、というスタイルの漫才だった。芳子の演奏に合わせて喜昇が新磯節や八木節といった民謡を唄ったほか、以下のような喜昇のものまね芸が知られた。
- 「蝿取り」 - 頬かむりをし、蝿が蝿取り紙に捉えられるまでを演じる形態模写[4]。
- 乞食漫才 - 喜昇が乞食に扮して舞台に現れ、芳子の歌う流行歌「満州娘」の替え歌で「御嫁に行きます天王寺。喜イやん待ってて頂戴ね」に合わせて細身で小柄の喜昇が珍妙な踊りを演じ、あわせて、芳子が「投げ銭、おくんなはれ」と言う。すると、客席の客から、おひねりが投げ込まれる。一節終わり客から喝采を浴びると調子に乗り延長するので席亭を困らせたという。最長1時間20分演じたこともあるという。漫才作家の秋田實は「本物の乞食よりもっと真に迫っていて、ひと頃はキーやんの『乞食』には全漫才が掛かってもかなわなかった。それほどキーやんの『乞食』は面白かった[3]」と回想している。
- エテ公（猿）の物真似 - 「唯一の芸で至芸である[要出典]」とされた。

このほか、客席から「おい!! キー公!! おもんないねん。帰れ!!」等の野次が飛んでくると欠かさず喜昇は「誰がキー公やアホんだら!!」と絶妙な間で言い返し、笑いを生む客いじりをよくしていた。
これらの芸はおとろしやの異名をとった一方、下品な芸ととされて角座のような大きい劇場で披露される事はなかった。戦後（本人が「NHKが上本町九丁目にあったとき」と言っているので、1963年以前）NHKラジオの収録を行なったことがあるが、観客がいない状況に対応できず、予定の30分の尺に満たない20分以下の収録となった。この体験を機にマスメディアに出ることはなかったが、後年ミヤコ蝶々の世話により、初めて関西テレビに出演した。
1935年（昭和10年）頃、NHKの脚本家だった長沖一は、売れっ子漫才師となっていた横山エンタツに、「ほんまもんの漫才、見せたげまっさ（略）わたしら、この漫才には勝てまへん」と誘われ、「乞食漫才」の喜昇・芳子の出ている小屋へと連れて行った。また、芸人や芸能関係者、東京から来た大衆芸能好きな見巧者、京都大学の教授といった人々が喜昇・芳子に親しんだという。
晩年喜昇は、桂米朝司会のテレビ番組『和朗亭』（朝日放送）に招かれ、出演したことがある。なお、1971年4月放送のNHKの「新日本紀行 浪華芸人横丁」において、NHK出演時の模様が残されている。それは八木節を踊る喜昇が、事前の15分の尺との打ち合わせに20分の尺を要求し、結果本放送では5分で切られてしまったというものである。
戦前に弟子を取ったことがあるが、復員した弟子が芸人をやめてしまったたため、佐賀屋喜昇の弟子は存在しない。